# Ginalloa helferi
Ginalloa helferi är en sandelträdsväxtart som beskrevs av Wilhelm Sulpiz Kurz. Ginalloa helferi ingår i släktet Ginalloa och familjen sandelträdsväxter. Inga underarter finns listade i Catalogue of Life.